# Rössler-Attraktor

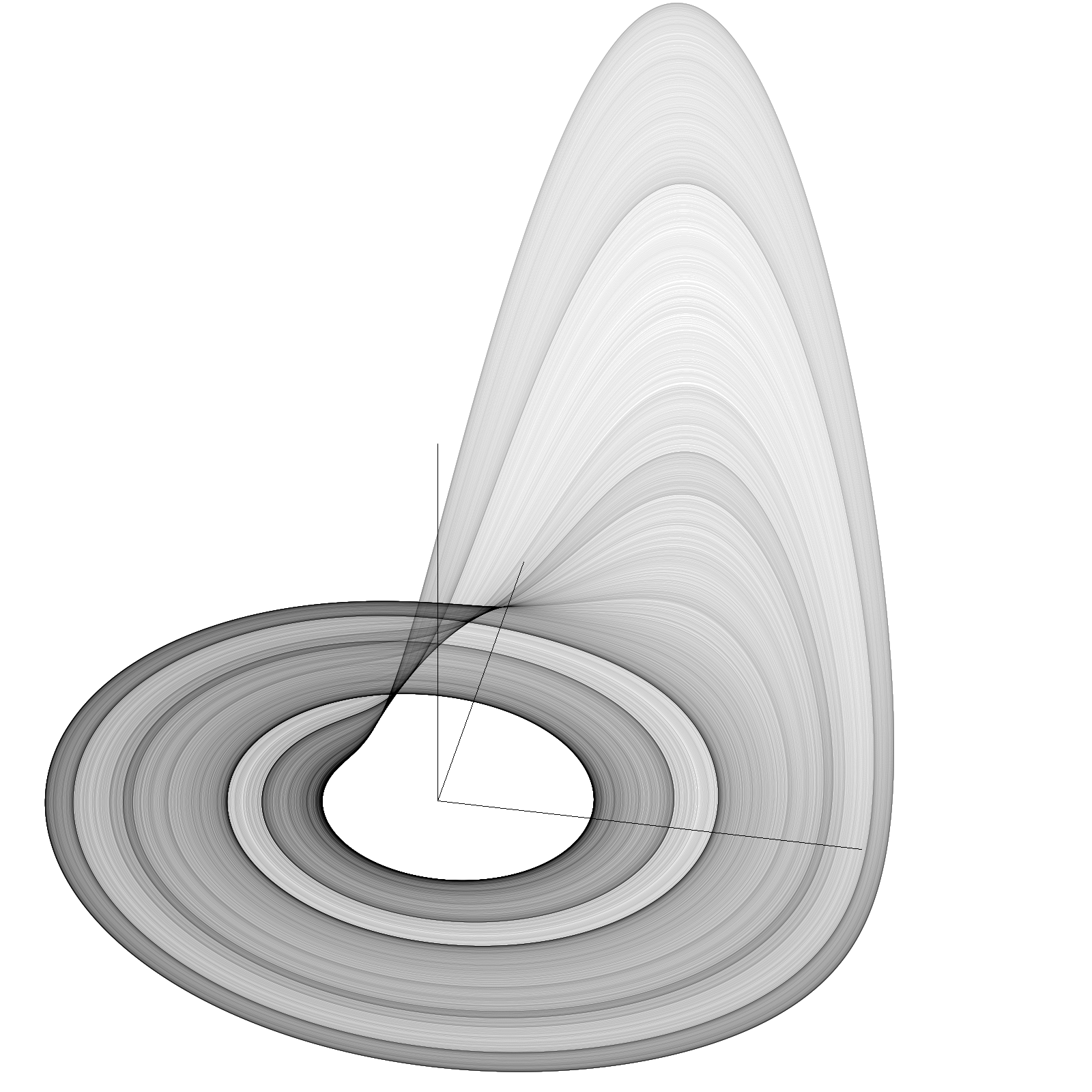
Zustandsraumdarstellung des Rössler-Attraktors

Der Rössler-Attraktor (nach Otto E. Rössler) ist ein seltsamer Attraktor, der durch das folgende Differentialgleichungssystem definiert wird:
{\displaystyle {\begin{aligned}{\dot {X}}&=-(Y+Z)\\{\dot {Y}}&=X+aY\\{\dot {Z}}&=b+(X-c)Z\end{aligned}}}
Laut Otto E. Rössler wurde dieses Modell durch die Betrachtung einer Bonbon-Knetmaschine (taffy puller) auf Coney Island inspiriert, die ihre Toffeemasse wiederholt dehnt und faltet. Anders als der Lorenz-Attraktor, der von der Dynamik von Konvektionsströmungen abgeleitet ist, beschreibt der Rössler-Attraktor kein real existierendes physikalisches System. Es handelt sich somit um ein akademisches Konstrukt, das bestimmte chaotische Effekte einfach veranschaulichen soll. 

## Eigenschaften

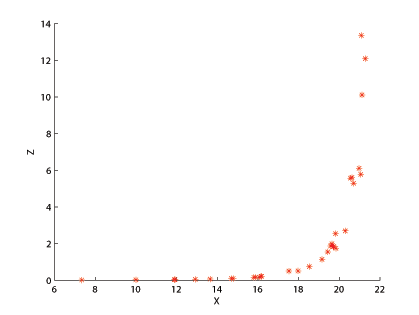
Der Rössler-Attraktor in der Poincaré-Abbildung – Aufschwingen der z-Werte mit zunehmendem x.

Die einzige Nichtlinearität in dem System ist durch den Term {\displaystyle XZ} in der dritten Koordinate gegeben, die anderen Koordinaten weisen nur lineare Terme auf. Der Fluss auf dem Attraktor bewegt sich spiralförmig um einen instabilen Fixpunkt. Der äußere Teil des Attraktors wird jedoch aufgrund der dort stärker wirkenden Nichtlinearität wieder in den inneren Teil injiziert. Durch die dabei entstandene Drehung hat der Attraktor Ähnlichkeiten mit einem Möbiusband.